# 단양역
단양역(Danyang station, 丹陽驛)은 충청북도 단양군 단양읍 증도리에 위치한 중앙선의 역이다.
개업 당시에는 현재의 단성역 인근 변전소 자리에 위치하였으나, 1985년 충주댐 건설로 선로를 이설하면서 현재의 위치에 역을 신축하게 되었다. 읍내에 위치하나 중심지와는 거리가 멀다. 역 광장에 보존 중인 3016호 디젤기관차와 도담삼봉 모형이 있다. 승강장은 고상홈과 저상홈이 같이 붙어있다. 대다수의 KTX와 모든 여객열차가 정차한다.

## 역사
- 1942년 4월 1일 : 충북단양역(忠北丹陽驛)으로 영업 개시[2]
- 1948년 1월 : 단양역(丹陽驛)으로 역명 변경[3]
- 1985년 5월 1일 : 충주댐 건설로 인해 현재의 위치로 역을 이전[4]
- 1986년 12월 20일 : 6급역으로 격하[5]
- 1995년 2월 20일 : 소화물취급 중지[6]
- 2008년 11월 1일 : 화물취급 중지[7]
- 2013년 4월 12일 : 중부내륙순환열차 운행 개시
- 2014년 5월 1일 : 충북종단열차 운행 개시
- 2014년 10월 1일 : 중부내륙순환열차 여객취급 중단
- 2014년 11월 1일 : ITX-새마을 운행 개시
- 2015년 6월 1일 : 중부내륙순환열차 운행 재개
- 2018년 3월 23일 : ITX-새마을 운행 재개
- 2020년 2월 3일 : 중부내륙순환열차 운행 중지
- 2021년 1월 5일 : KTX-이음 운행 개시
- 2022년 11월 5일 : ITX-새마을 운행 재개
- 2023년 12월 29일 : ITX-마음 운행 개시

## 승강장
ktx-이음 고상홈 승강장에는 스크린도어가 설치되어 있다.
| ↑제천           |
| １２ \| ３４ \| |
| 풍기↓           |

| 1.2 | 중앙선 | KTX ITX-새마을 무궁화호 ITX-마음 | 동대구 · 제천 · 원주 · 청량리 · 서울 방면 |
| 3,4 | 중앙선 | KTX ITX-새마을 무궁화호 ITX-마음 | 영주 · 안동 · 경주 · 부전 방면            |

## 사진

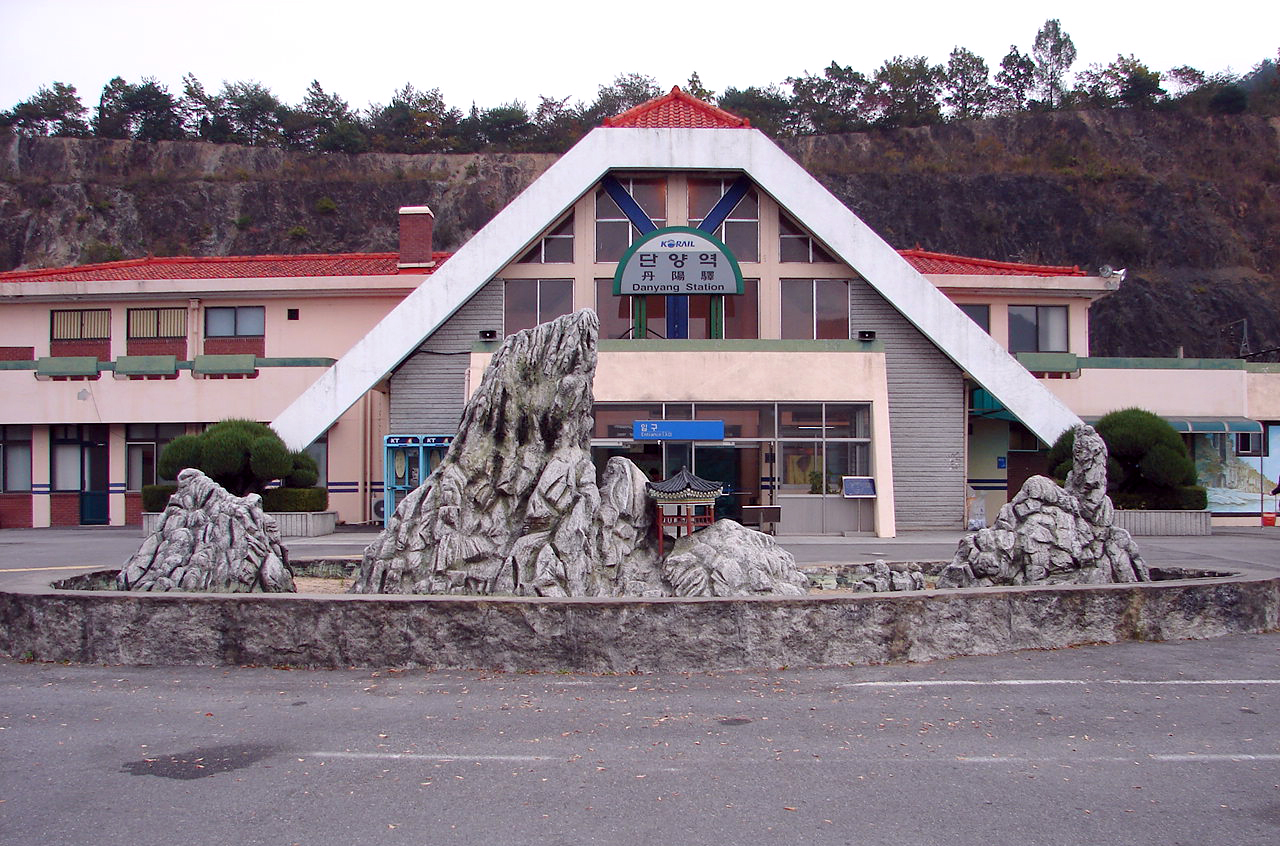
구 역사
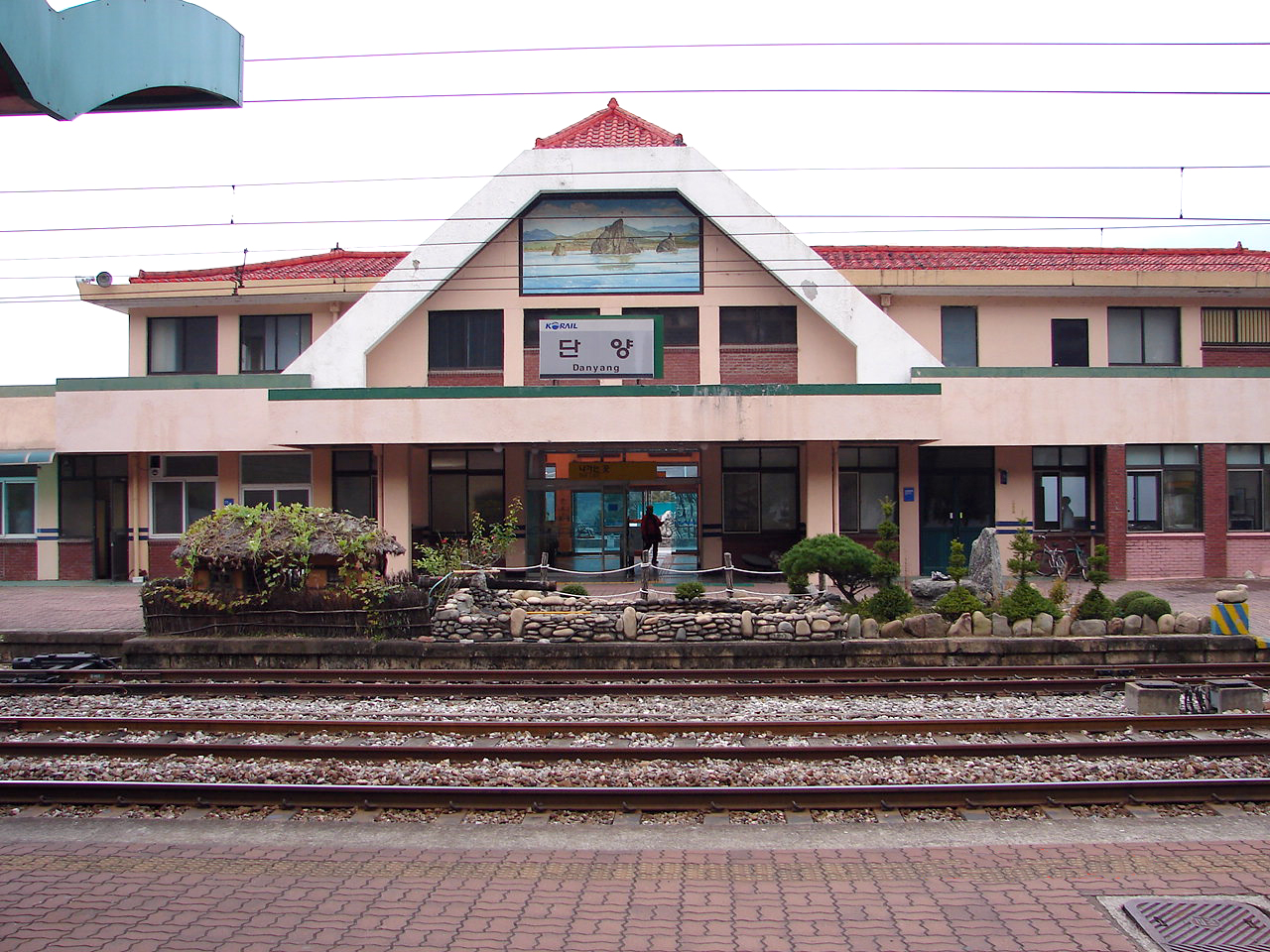
승강장에서 바라본 구 역사
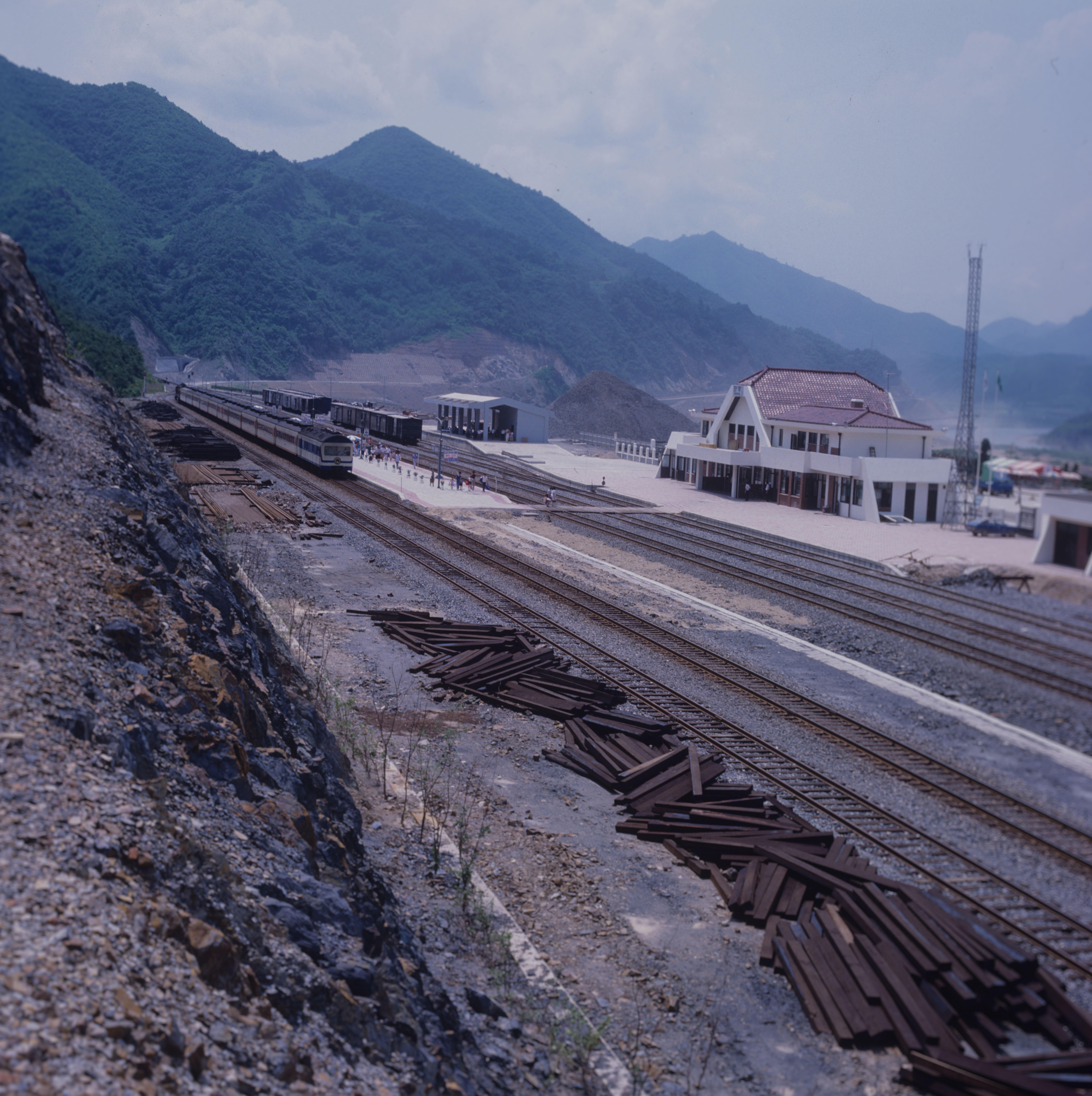
이설 직후의 단양역 (1985년)
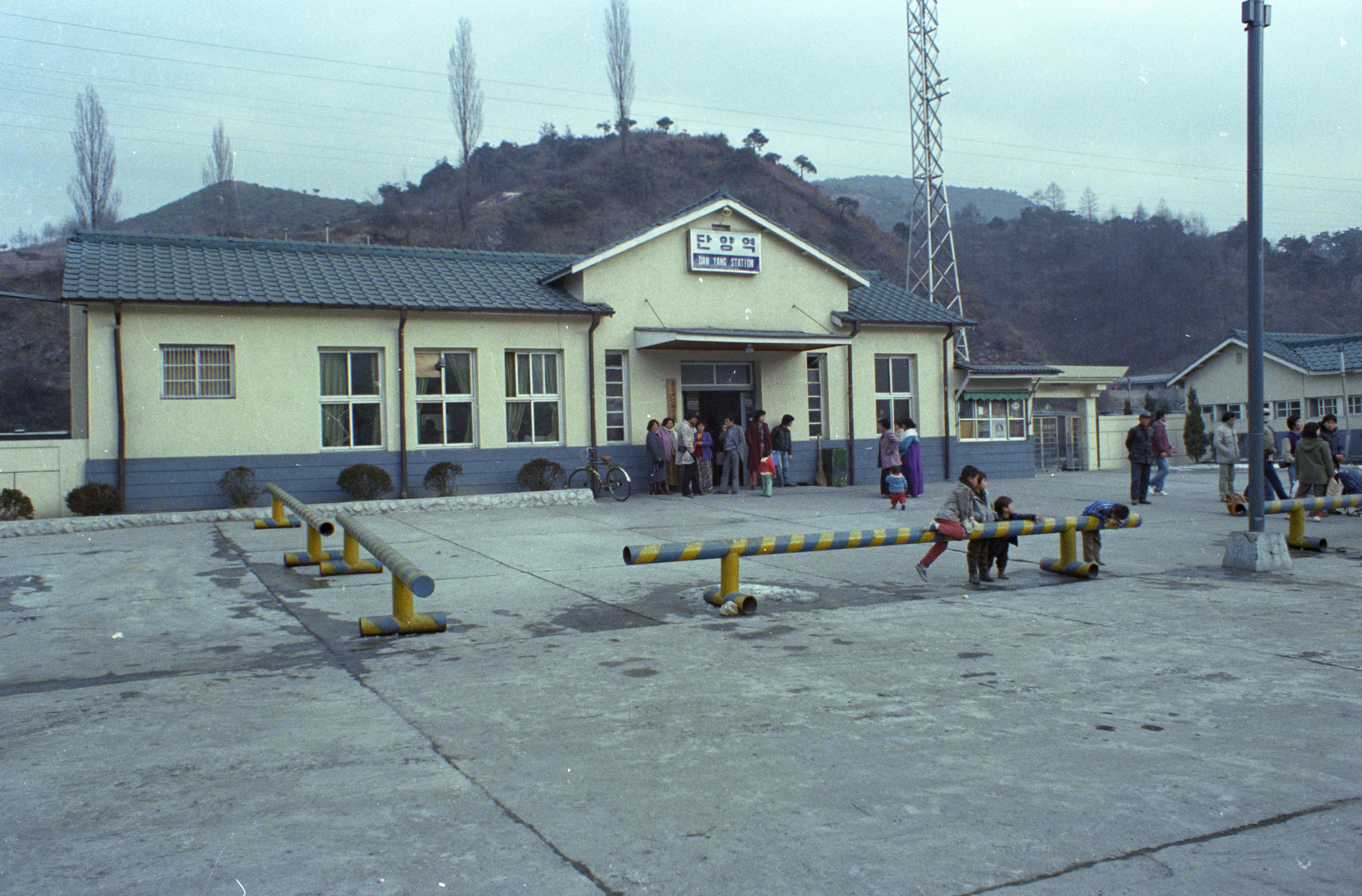
이설 이전의 단양역 (1982년, 현 단성역 인근)
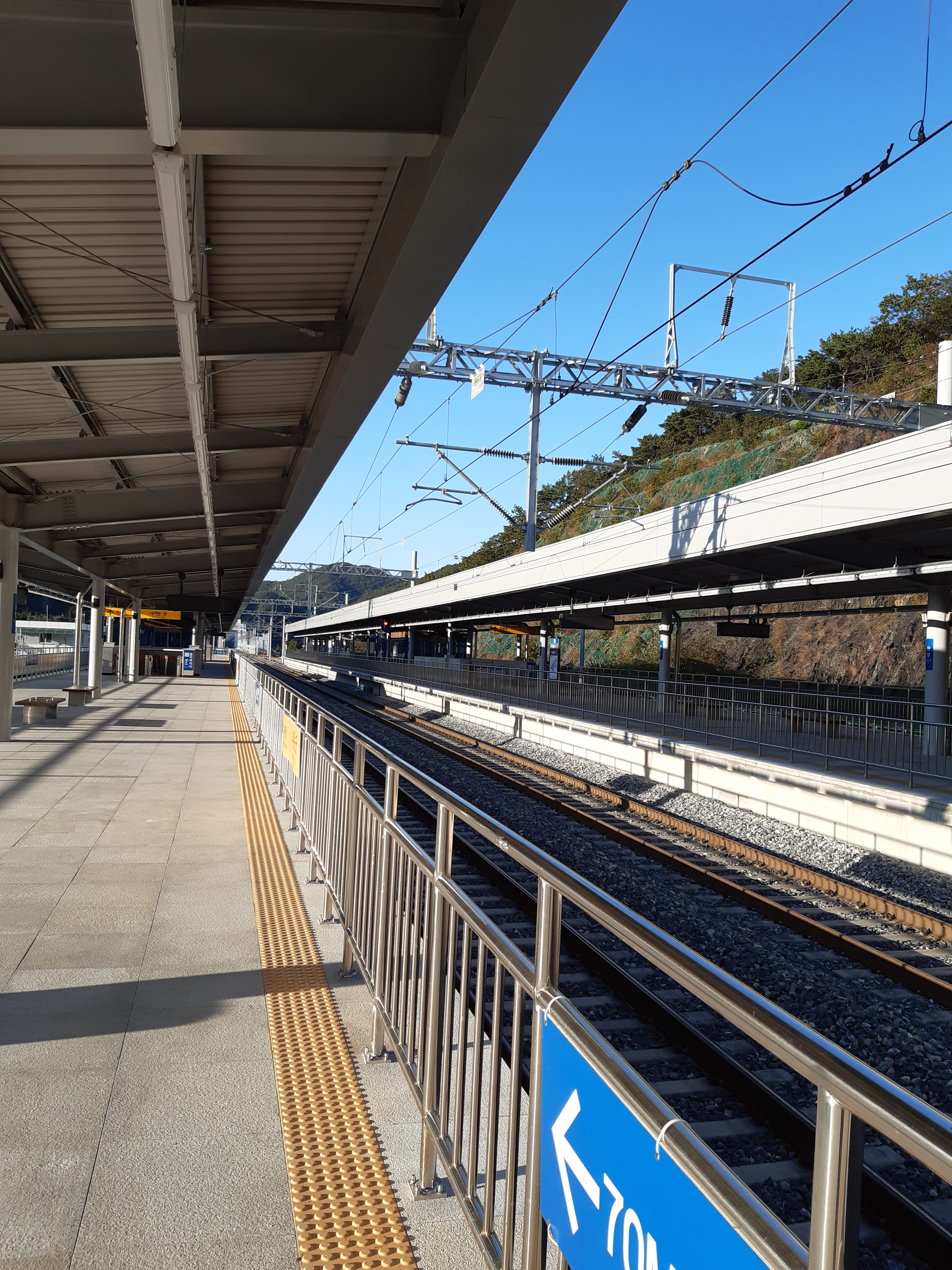
고상홈(2020년 10월)
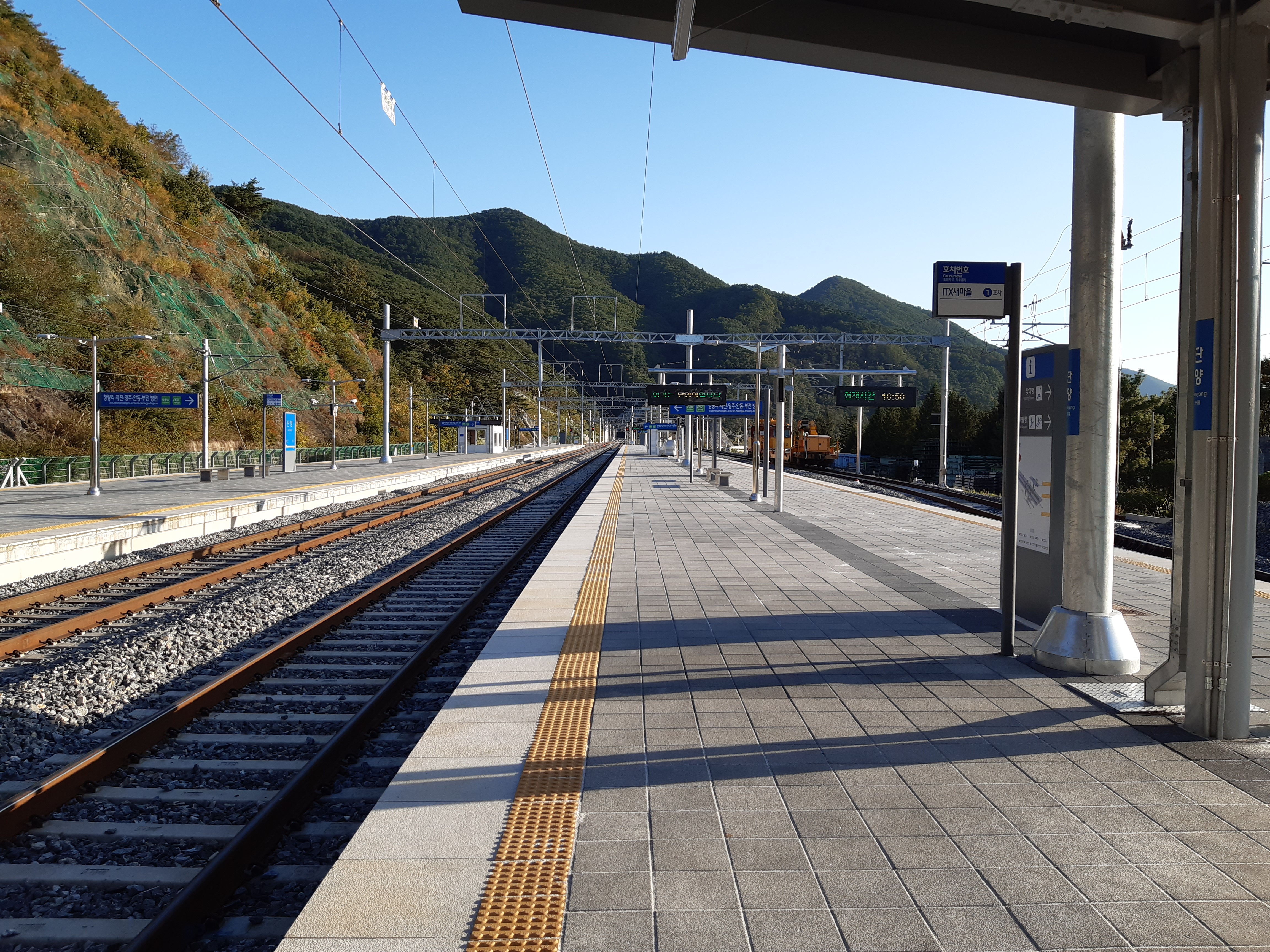
저상홈(2020년 10월)

## 역 주변
- 남한강
- 소백산국립공원
- 만천하스카이워크

## 인접한 역
| 중앙선           | 중앙선            | 중앙선         |
| ---------------- | ----------------- | -------------- |
| 제천 서울 방면   | KTX 중앙선        | 풍기 부전 방면 |
| 제천 청량리 방면 | ITX-새마을 중앙선 | 풍기 부전 방면 |
| 제천 청량리 방면 | ITX-마음 중앙선   | 풍기 부전 방면 |
| 제천 동대구 방면 | 무궁화 충북선     | 풍기 영주 방면 |